# Livingston (Kentucky)
Livingston é uma cidade localizada no estado americano de Kentucky, no Condado de Rockcastle.

## Demografia
Segundo o censo americano de 2000, a sua população era de 228 habitantes.
Em 2006, foi estimada uma população de 229, um aumento de 1 (0.4%).

## Geografia
De acordo com o United States Census Bureau tem uma área de
0,8 km², dos quais 0,8 km² cobertos por terra e 0,0 km² cobertos por água. Livingston localiza-se a aproximadamente 278 m acima do nível do mar.

## Localidades na vizinhança
O diagrama seguinte representa as localidades num raio de 24 km ao redor de Livingston.